# Caroline Børresen
Caroline Wilhelmine Ernestine Børresen f. Hempel (22. marts 1832 i Wittstock, død 27. november 1914 i Ebenezer) var med til at stifte Santalmissionen. Missionen har i dag mere end 100.000 medlemmer i de indiske delstater Jharkhand, Bihar, Vestbengalen og Assam. Hun var Hans Peter Børresens hustru, stifter af Dansk Santalmission, og hun var derved med til at etablere den store missionsorganisation Danmission (i Norge: Normisjon). Hendes grav, uden for missionskirken i Benagaria i Indien, plejes stadig af santal-menigheden på egnen.